# Carl Daniel Burén
Carl Daniel Burén, född 4 maj 1744 i Hällestads församling, Östergötlands län, död 22 december 1838 i Ekeby församling, Östergötlands län, var en svensk bruksägare och industriidkare.

## Biografi
Carl Daniel Burén föddes 1744. Han var son till brukspatronen Daniel Burén och Hedvig Altijn. 1762 blev han student vid Uppsala universitet och 1764 auskultant i Svea hovrätt. Burén ägde gårdarna Grytgöls bruk, Folkströms bruk, Sommevik i Malexanders socken och Strålsnäs herrgård i Åsbo socken. Han blev 1779 brukspatron på Boxholms bruk. Burén avled 1827 på Boxholm i Ekeby församling.
Han förvärvade tidigt flera stora bruk och säterier, däribland Boxholms bruk, där han startade en förädlingsindustri för järnsmide, som snart blev Sveriges största. Burén var en mångsidigt intresserad och boksynt man, en typisk representant för 1700-talets bruksidkare.

### Familj
Burén gifte sig 9 oktober 1770 med Didrrika Zetterling (1754–1827), dotter till kyrkoherden Petrus Zetterling i Kuddby församling och Märta Maria Olofsdotter Sjöberg. De fick tillsammans barnen Daniel Burén (född 1771), Hedvig Maria Burén (född 1772), bruksägaren Peter Carl af Burén (1773–1828), Vilhelm Burén (1775–1833), bruksägaren Adolf Burén (1777–1848), brukspatron Gustaf Burén (1778–1848), bruksägaren Olof Ulrik Burén (1783–1842), Hedvig Karolina Burén (1784–1829) som var gift med grosshandlaren Christian Eberstein och kanslirådet Göran Zakarias af Segerström, Maria Lovisa Burén (1787–1867) som var gift med krigsrådet Johan af Segerström och Fredrika Sofia Burén (född 1791).